# فوك راشوفيتش
فوك راشوفيتش (الصربي السيريلي: Вук Рашовић ؛ من مواليد 3 يناير 1973) لاعب كرة قدم صربي سابق ولاعب لمنتخب يوغوسلافيا الاتحادية أعلن اعتزاله في 2005. وكان أول ظهور له في 14 يونيو 1997 ضد مصر، ومدرب حالي حيث يعمل مدير الجهاز الفني لنادي الفيحاء السعودي.

## مسيرة التدريبية
يمتلك خبرة تدريبية عريضة حيث بدأت حياته المهنية مدرباً لنادي تيليوبتيك الصربي 2011-2013، لينتقل بعدها إلى تدريب نادي بارتيزان بلجراد الصربي 2013-2015، ثم نادي دينامو مينسك البيلاروسي 2015-2016، ثم عاد إلى الدوري الصربي مدرباً لنادي نابريداك الصربي 2016-2017، قبل قدومه للدوري السعودي مدرباً لنادي الفيصلي، 2017-2018، وفي الإمارات تولى تدريب نادي الظفرة الإماراتي 2018-2020، ونادي الوحدة الإماراتي 2020-2021.
حقق راشوفيتش العديد من الإنجازات خلال مسيرته أبرزها، بطل الدوري الصربي 2013 م، ووصيف الدوري البيلاروسي 2015 م، وحصل على جائزة أفضل مدرب في الدوري السعودي 2017 -2018.
في 21 يونيو 2021 أعلن مجلس إدارة نادي الفيحاء برئاسة الأستاذ عبد لله بن أحمد أبانمي إجراءات التوقيع مع المدرب الصربي فوك رازوفيتش (48 سنة)، ليتولى الإدارة الفنية للفريق الأول لكرة القدم بعقد يمتد لموسمين، ابتداءً من الموسم الرياضي 2021-2022، في دوري كأس الأمير محمد بن سلمان للمحترفين، تمكن من ايصال الفريق لنهائي كأس خادم الحرمين الشريفين لأول مرة في تاريخه، ويعتبر هذا الوصول الثاني للصربي فوك رازوفيتش، مدرب فريق الفيحاء الأول لكرة القدم، في إلى نهائي كأس خادم الحرمين الشريفين بعد أن تأهل مع فريقه، أمس الأول، عبر بوابة الاتحاد.
وقاد الصربي رازوفيتش، البالغ 49 عامًا، فريق الفيصلي الأول لكرة القدم إلى نهائي كأس الملك عام 2018، لكنه خسره أمام الاتحاد 1ـ3، ليرد له الدين بعد أربعة أعوام ويحرمه من بلوغ نهائي النسخة الجارية من البطولة.